# Delphic (Schiff, 1897)
Die Delphic war ein 1897 in Dienst gestelltes Passagierschiff der britischen Reederei White Star Line. Das für den Transport von Auswanderern und Fracht nach Neuseeland konzipierte Schiff wurde am 16. August 1917 vor Bishop Rock versenkt. Fünf Menschen kamen hierbei ums Leben.

## Geschichte
Die Delphic entstand unter der Baunummer 309 in der Werft von Harland & Wolff in Belfast und lief am 5. Januar 1897 vom Stapel. Nach der Ablieferung an die White Star Line am 15. Mai desselben Jahres nahm sie am 17. Juni zunächst zum Einlaufen ihrer Maschinenanlage für mehrere Überfahrten den Dienst nach New York City auf, ehe sie am 3. Oktober 1897 auf der für sie angedachten Linie zwischen London und Neuseeland zum Einsatz kam. Das Schiff war äußerlich an die bereits 1893 fertiggestellte Gothic angelehnt und konnte bis zu eintausend Auswanderer sowie große Mengen Fracht (darunter auch Kühlwaren) befördern. Die Delphic galt bei ihrer Indienststellung als größtes Schiff auf der Neuseeland-Route und besaß eine für diese Zeit sehr hohe Frachtkapazität, von der selbst Zeitungen wie der New York Daily Tribune berichteten.
Mit Ausnahme kurzer Einsätze als Truppentransporter während des Zweiten Burenkriegs im März 1900 und April 1901 blieb die Dienstzeit der Delphic zwanzig Jahre lang ereignislos. Nach Ausbruch des Ersten Weltkriegs konnte das Schiff weiter im zivilen Liniendienst bleiben, transportierte fortan aber nur Fracht und kam auf wechselnden Routen zum Einsatz. Am 16. Februar 1917 entging sie vor der Südküste Irlands nur knapp einem Angriff des deutschen Unterseeboots U 60, dessen abgefeuerter Torpedo sein Ziel verfehlte.
Auf den Tag genau ein halbes Jahr später wurde die mit Kohle beladene Delphic während einer Fahrt von Cardiff nach Montevideo 135 Seemeilen vor Bishop Rock bei den Scilly-Inseln vom deutschen Unterseeboot SM UC-72 angegriffen. Fünf Besatzungsmitglieder kamen bei der resultierenden Explosion des Torpedos ums Leben. Die restliche Besatzung konnte sich unverletzt in Sicherheit bringen, ehe das Schiff von weiteren Torpedos der UC-72 versenkt wurde.